# Ceratochaetops triseta
Ceratochaetops triseta är en tvåvingeart som först beskrevs av Villeneuve 1922.  Ceratochaetops triseta ingår i släktet Ceratochaetops och familjen parasitflugor. Inga underarter finns listade i Catalogue of Life.